# Municipio de New Home (Misuri)
El municipio de New Home (en inglés: New Home Township) es un municipio ubicado en el condado de Bates en el estado estadounidense de Misuri. En el año 2010 tenía una población de 245 habitantes y una densidad poblacional de 2,12 personas por km².

## Geografía
El municipio de New Home se encuentra ubicado en las coordenadas 38°9′56″N 94°26′16″O / 38.16556, -94.43778. Según la Oficina del Censo de los Estados Unidos, el municipio tiene una superficie total de 115.72 km², de la cual 112,87 km² corresponden a tierra firme y (2,46 %) 2,85 km² es agua.

## Demografía
Según el censo de 2010, había 245 personas residiendo en el municipio de New Home. La densidad de población era de 2,12 hab./km². De los 245 habitantes, el municipio de New Home estaba compuesto por el 95,1 % blancos, el 0,41 % eran afroamericanos, el 1,63 % eran amerindios y el 2,86 % eran de una mezcla de razas. Del total de la población el 0 % eran hispanos o latinos de cualquier raza.